# Маринос Либеропулос
Маринос Либеропулос или капитан Кромбас (на гръцки: Μαρίνος Λυμπερόπουλος, Κρόμπας) е гръцки офицер и революционер, деец на Гръцката въоръжена пропаганда в Македония от началото на XX век.

## Биография
Маринос Либеропулос е роден през 1875 година в Хасампаса, Месения, Гърция. Служи с чин втори лейтенант в гръцката армия.
Присъединява се към гръцката пропаганда и организира гръцка въоръжена чета, с която действа в областта на Мариово, като замества в областта капитан Христос Цолакопулос. През есента на 1905 година Петър Сугарев и Маринос Либеропулос пленяват влашкия революционер Илия Чингело от Добровени На 7-8 ноември четите се намират в Петалино, но са предадени от местни българи и в сражение с турски аскер загиват андартите Христо Сугарев, Маринос Либеропулос, Христос Голиос от Ченгел, Василиос Бабурис от Грунища, Атанасиос Бинекос от Битоля и Трифон Петкакис от Петалино. Няколко дни след сражението Петър Сугарев бива изтеглен в Атина.
Възможно е четата на Георги Ацев да е разбила Маринос Либеропулос.
- Четата на Либеропулос (седми отдясно), Георгиос Проимос (шести отдясно), Димитриос Вардос (шести отляво), Андонис Зоис (четвърти отляво) – всичките изправени
- Либеропулос (първи прав), Проимос (трети прав), Вардос (четвърти прав), Зоис (пети прав)
- „Новият Леонид“ – гръцка пощенска картичка с лика на Либеропулос